# Drepanosticta wildermuthi
Drepanosticta wildermuthi is een libellensoort uit de familie van de Platystictidae, onderorde juffers (Zygoptera).
De wetenschappelijke naam van de soort is voor het eerst geldig gepubliceerd in 2011 door Villanueva & Schorr.